# وهيج المعاينة (أفلح اليمن)

تعديل مصدري - تعديل

وهيج المعاينة هي إحدى قرى عزلة بني يوس بمديرية أفلح اليمن التابعة لمحافظة حجة، بلغ تعداد سكانها 114 نسمة حسب تعداد اليمن لعام 2004.